# Berke
Berke of Berke Khan (na 1205-1266) was de broer van Batu Khan en was diens opvolger als kan van de Gouden Horde van 1257 tot zijn dood in 1266. Zijn vader was Jochi en zijn grootvader was Dzjengis Khan. Andere broers van Berke waren Orda en Siban.

## Voor Berkes leiderschap bij de Gouden Horde
Berke ging in 1235 mee als generaal in het leger van Batu, samen met hun broers Orda, Sinkur en Siban. Ook enkele neven, onder wie Güyük en Möngke waren mee als bevelhebber. Het doel van deze veldtocht was het veroveren van gebieden in Europa en het bereiken van de Atlantische Oceaan bij Spanje. Berke vocht onder meer mee tegen de Wolgabulgaren en veroverde met zijn legeronderdeel enkele steden. Hij vocht ook in de Slag bij Mohi, waar Béla IV verpletterend verslagen werd.
Na de dood van Ögedei, de grootkan, besloot Berke zijn broer Batu te steunen in zijn streven de nieuwe grootkan te worden. Dit mislukte echter en Güyük, die tijdens de veldtocht een vijandschap met de zonen van Jochi had ontwikkeld, werd grootkan. Hierdoor werd het veroveren van Europa voorgoed tegengehouden, want nu moest Batu zijn leger gebruiken om Güyük buiten de deur te houden.
Na de dood van Güyük zat Berke een khuriltai voor, waar Möngke tot grootkan werd benoemd.

## Kan van de Gouden Horde
Na Batu's dood in 1255 werd deze kort opgevolgd door zijn zoon Sartaq, voor Berke aan de macht kwam. Eerst was Berke regent voor zijn neef Ulaghchi, die slechts tien was, maar in 1257 werd Berke definitief kan van de Blauwe Horde, de voorloper van de Gouden Horde. Hij voerde aanvallen uit tegen Litouwen en Polen, vooral om aan geld te komen om Hulagu aan te vallen. Berke was een moslim.

## Berke-Hulagu-oorlog

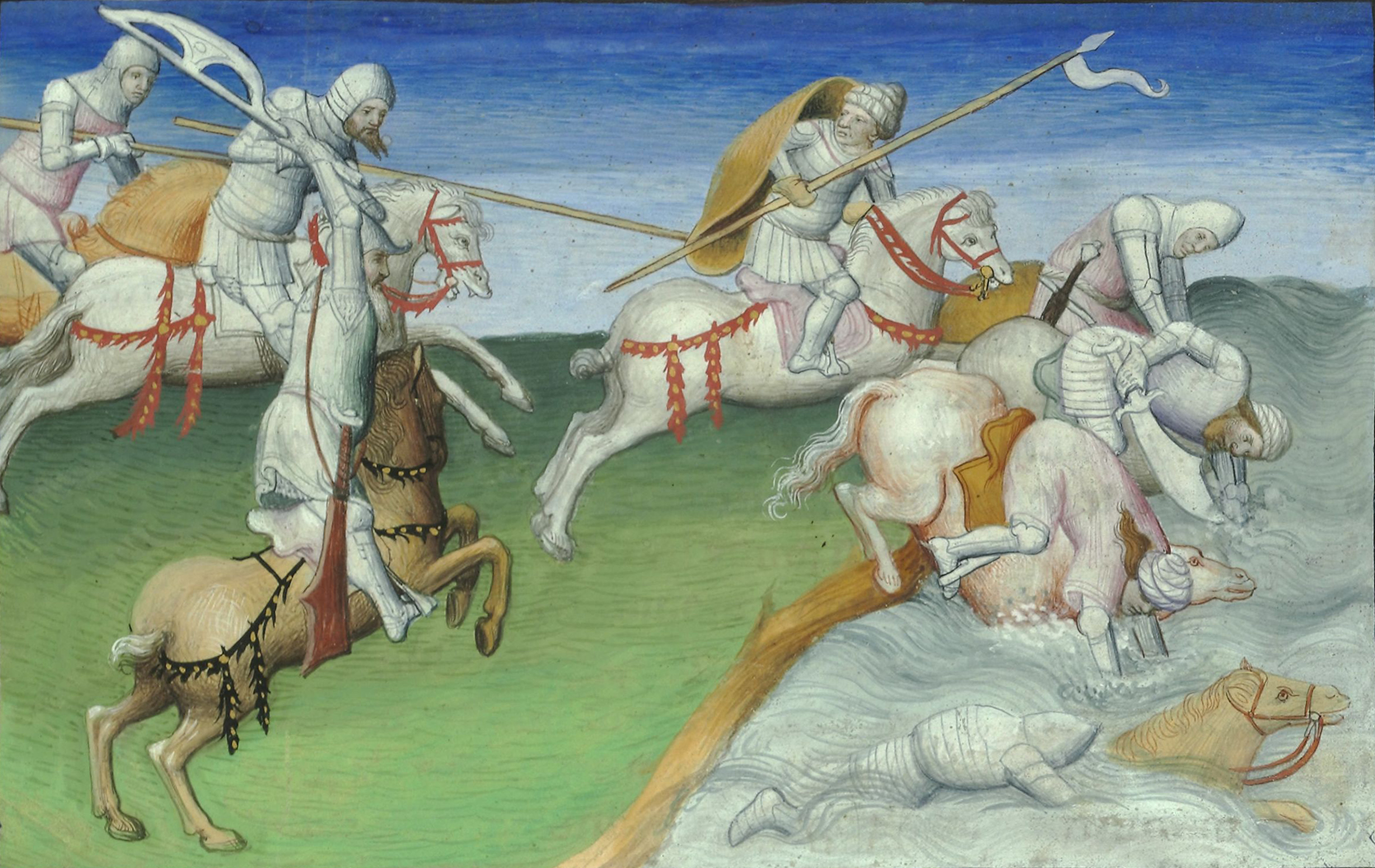
Hulagu vervolgt Berke. Verbeelding van de slag bij de Terek in 1262 (boekverluchting ca. 1410, Boucicaut-meester)

Berkes neef Hulagu was geboren uit een christelijke moeder Sorghaghtani Beki en had als zodanig een afkeer jegens de islam ontwikkeld. Hij was leider van het Il-kanaat en viel hiermee in 1258 Bagdad aan, waarbij hij het tot de grond toe afbrandde. Dit riep wraakgevoelens op bij Berke, die fanatiek moslim geworden zijn medemoslims bedreigd zag. Hij viel daarom Hulagu's leger aan en allieerde zich met de Mamlukken. Deze wonnen de slag bij Ain Jalut van het Il-kanaat, doordat Hulagu een deel van zijn leger naar Mongolië had gezonden om de opvolging van Möngke te regelen en de burgeroorlog tussen zijn broers Ariq Boke en Koeblai Khan te sussen.
In 1263 versloeg Berke Hulagu's leger en stopte zo het Il-kanaat in de pogingen heel de islamitische wereld plat te branden. Hulagu stierf in 1265 en werd opgevolgd door zijn zoon Abaqa Khan, die Berke doodde in 1266. Berke werd opgevolgd door zijn kleinzoon Mengu-Timur.